# Oreophrynella nigra
Oreophrynella nigra es una especie de anfibios de la familia Bufonidae.
Se encuentra en Venezuela y posiblemente en Guyana.
Su hábitat natural incluye montanos secos y pantanos.